# Crystal Palace National Sports Centre

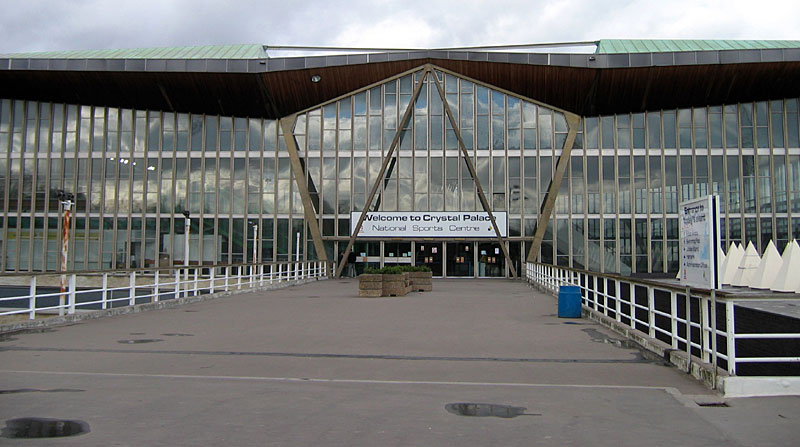
Le National Sports Centre

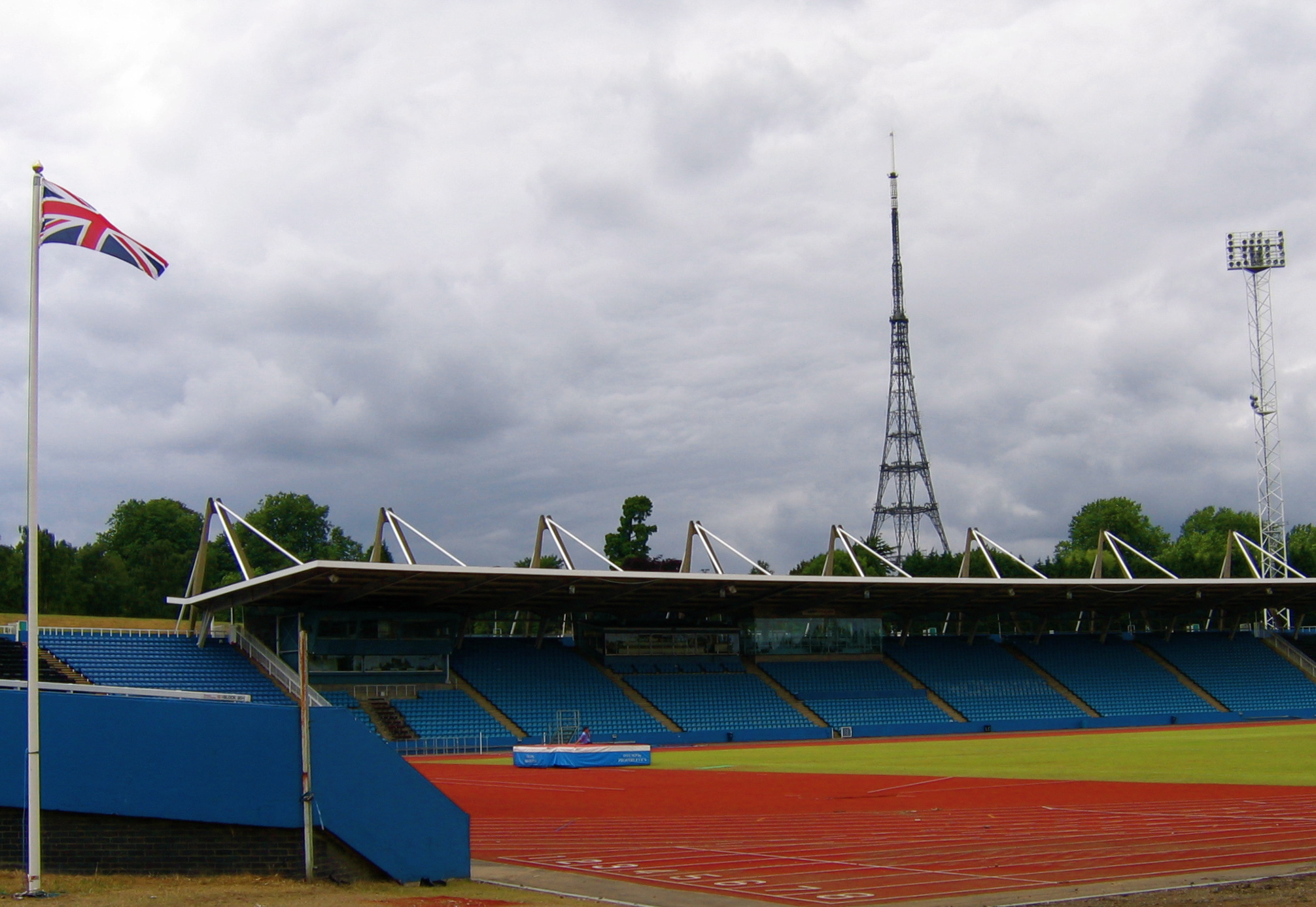
Le National Athletics Stadium avec l'émetteur de Crystal Palace en arrière-plan.

Le National Sports Centre à Crystal Palace dans le sud de Londres, Angleterre est un grand centre sportif avec une piste d'athlétisme. L'actuel complexe a été ouvert en 1964 dans le Crystal Palace Park, proche de l'ancien site du palais d'exposition. Il est l'un des cinq National Sports Centres.
Le stade d'athlétisme a une capacité de 15 000 spectateurs, qui peut être temporairement augmentée à 24 000 places. Il a accueilli des réunions internationales d'athlétisme. Le complexe accueille aussi une piscine de 50 mètres. Cependant, les deux infrastructures n'ont pas été choisies pour les Jeux olympiques d'été de 2012. Les organisateurs des Jeux olympiques à Londres ont préféré le Stade olympique de Londres et l'Aquatics Centre qui sont construits à Stratford.

## Sports

### Football

#### Matchs internationaux
Les matchs internationaux suivant ont été joués à Crystal Palace :
- 3 avril 1897 - Angleterre 1-2 Écosse
- 30 mars 1901 - Angleterre 2-2 Écosse
- 1er avril 1905 - Angleterre 1-0 Écosse
- 3 avril 1909 - Angleterre 2-0 Écosse
- 4 mars 1911 - Angleterre amateurs 4-0 Belgique

#### Finales de FA Cup à Crystal (1895-1914)
Résultats des finales de FA Cup jouées à Crystal Palace
| Année        | Affluence | Vainqueur               | Score | Finaliste               | Notes                                               |
| ------------ | --------- | ----------------------- | ----- | ----------------------- | --------------------------------------------------- |
| 1895         | 42 560    | Aston Villa             | 1 - 0 | West Bromwich Albion    |                                                     |
| 1896         | 48 036    | Sheffield Wednesday     | 2 - 1 | Wolverhampton Wanderers |                                                     |
| 1897         | 65 891    | Aston Villa             | 3 - 2 | Everton                 |                                                     |
| 1898         | 62 017    | Nottingham Forest       | 3 - 1 | Derby County            |                                                     |
| 1899         | 73 833    | Sheffield United        | 4 - 1 | Derby County            |                                                     |
| 1900         | 68 945    | Bury                    | 4 - 0 | Southampton             |                                                     |
| 1901         | 110 802   | Tottenham Hotspur       | 2 - 2 | Sheffield United        | 3-1 lors du match rejoué à Burnden Park, Bolton     |
| 1902         | 76 914    | Sheffield United        | 1 - 1 | Southampton             |                                                     |
| Match rejoué | 33 050    | Sheffield United        | 2 - 0 | Southampton             |                                                     |
| 1903         | 64 000    | Bury                    | 6 - 0 | Derby County            | Plus large victoire en finale de FA Cup             |
| 1904         | 61 734    | Manchester City         | 1 - 0 | Bolton Wanderers        |                                                     |
| 1905         | 101 117   | Aston Villa             | 2 - 0 | Newcastle United        |                                                     |
| 1906         | 75 609    | Everton                 | 1 - 0 | Newcastle United        |                                                     |
| 1907         | 84 584    | Sheffield Wednesday     | 2 - 1 | Everton                 |                                                     |
| 1908         | 74 967    | Wolverhampton Wanderers | 3 - 1 | Newcastle United        |                                                     |
| 1909         | 67 651    | Manchester United       | 1 - 0 | Bristol City            |                                                     |
| 1910         | 76 980    | Newcastle United        | 1 - 1 | Barnsley                | 2-0 lors du match rejoué à Goodison Park, Liverpool |
| 1911         | 69 098    | Bradford City           | 0 - 0 | Newcastle United        | 1-0 lors du match rejoué à Old Trafford, Manchester |
| 1912         | 54 434    | Barnsley                | 0 - 0 | West Bromwich Albion    | 1-0 lors du match rejoué à Bramall Lane, Sheffield  |
| 1913         | 120 028   | Aston Villa             | 1 - 0 | Sunderland              |                                                     |
| 1914         | 72 778    | Burnley                 | 1 - 0 | Liverpool               |                                                     |

Victoires en FA Cup à Crystal Palace
| 4 | Aston Villa                                                                                      |
| 2 | Bury, Sheffield United, Sheffield Wednesday                                                      |
| 1 | Burnley, Everton, Manchester City, Manchester United, Nottingham Forest, Wolverhampton Wanderers |

Finales de FA Cup disputées à Crystal Palace par équipe
| 5 | Newcastle United |
| 4 | Aston Villa |
| 3 | Derby County, Everton, Sheffield United |
| 2 | Barnsley, Bury, Sheffield Wednesday, Southampton, West Bromwich Albion, Wolverhampton Wanderers                                                         |
| 1 | Bolton Wanderers, Bradford City, Bristol City, Burnley, Liverpool, Manchester City, Manchester United, Nottingham Forest, Sunderland, Tottenham Hotspur |

Buts marqués lors de finales de la FA Cup à Crystal Palace
| 10 | Bury                                                                                       |
| 9  | Sheffield United                                                                           |
| 7  | Aston Villa                                                                                |
| 4  | Everton, Sheffield Wednesday, Wolverhampton Wanderers                                      |
| 3  | Nottingham Forest; 2 Derby County, Newcastle United, Southampton, Tottenham Hotspur        |
| 1  | Barnsley, Burnley, Manchester City, Manchester United                                      |
| 0  | Bolton Wanderers, Bradford City, Bristol City, Liverpool, Sunderland, West Bromwich Albion |

Buts concédés en finale de FA Cup à Crystal Palace
| 13 | Derby County                                                                                             |
| 7  | Newcastle United, Southampton                                                                            |
| 5  | Everton, Sheffield United                                                                                |
| 3  | Wolverhampton Wanderers                                                                                  |
| 2  | Aston Villa, Sheffield Wednesday, Tottenham Hotspur                                                      |
| 1  | Barnsley, Bolton Wanderers, Bristol City, Liverpool, Nottingham Forest, Sunderland, West Bromwich Albion |
| 0  | Bradford City, Burnley, Bury, Manchester City, Manchester United                                         |

### Rugby

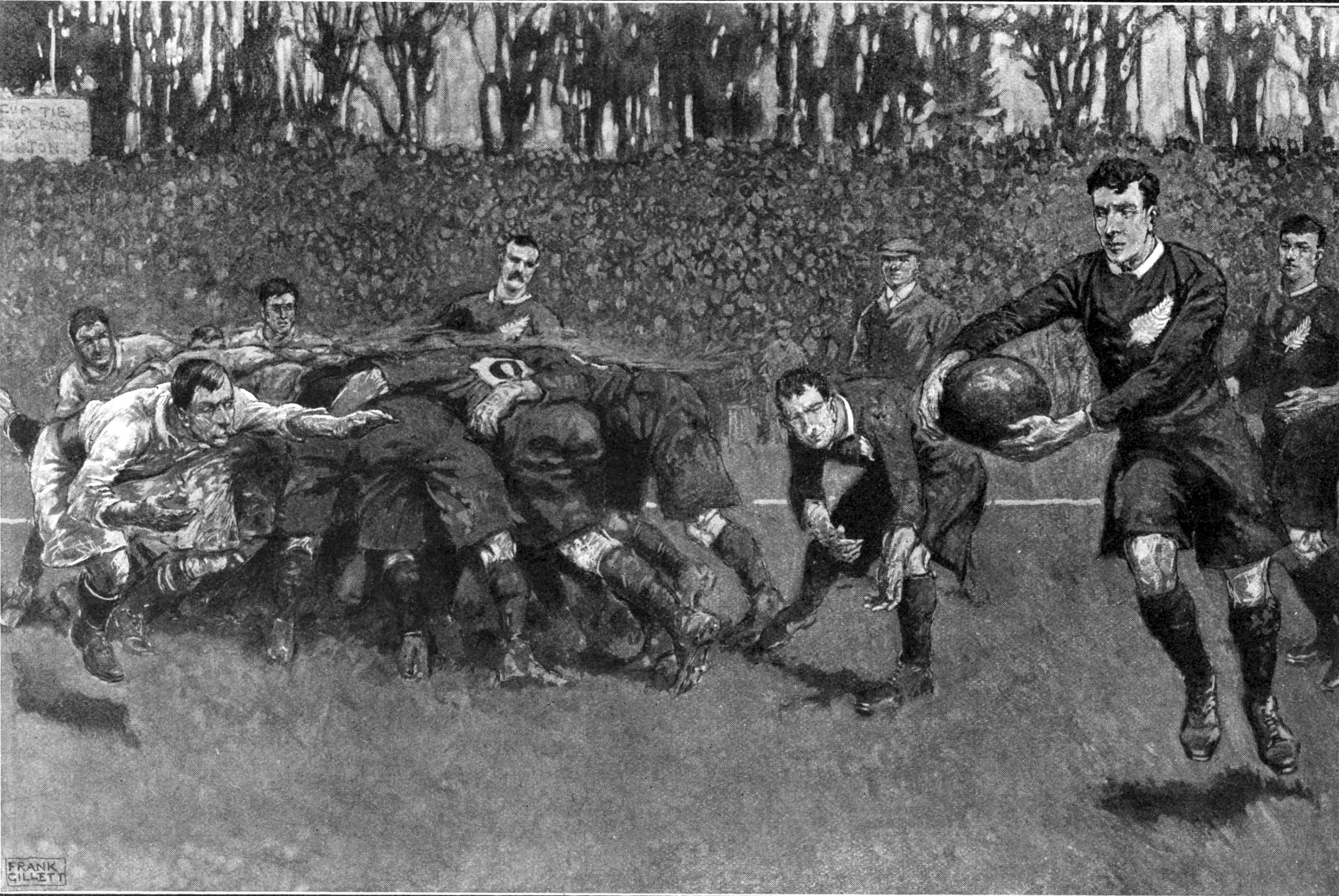
Angleterre - Nouvelle-Zélande, 1905, devant 45000 spectateurs

Le 2 décembre 1905, le terrain a accueilli le premier match international de rugby à XV contre la Nouvelle-Zélande, match remporté 15-0 par les All Blacks.
Il a aussi été l'hôte des Harlequins au milieu des années 1980 pour deux saisons, après qu'ils eurent été forcés de quitter leur précédent terrain de Craven Cottage.

### Athlétisme
- Coupe d'Europe des nations d'athlétisme 1983
- Coupe du monde des nations d'athlétisme 1994